# Захаров, Анатолий Тимофеевич
Анатолий Тимофеевич Захаров (27 октября 1893 — 6 сентября 1966) — русский военный лётчик. Участник Первой мировой войны, лётчик-наблюдатель Русской императорской армии. Кавалер Георгиевского оружия (1917). После Октябрьской революции служил в Донской армии и Русской армии Врангеля, произведён в подъесаулы. Затем эмигрировал в Югославию. В чине есаула служил немцам в Русском охранном корпусе во время Второй мировой войны. Эмигрировал в США.

## Биография
Из казаков Войска Донского. Окончил Донской кадетский корпус (1913), юнкерское училище (1914). На фронте — с октября 1914 года. 8-й Донской казачий полк, хорунжий. С августа 1915 — летчик наблюдатель 1-го КАО, с августа 1916 — 4-го АОИ. Кавалер Георгиевского оружия. В 1917 году окончил  Киевскую Военную школу лётчиков-наблюдателей. Во время гражданской войны — летчик-наблюдатель Донской авиации, позднее заведующий радиотелеграфом Управления 1-го ДАД. 7.05.1920 г. переведен в резерв наблюдателей «для поправления здоровья после перенесенного тифа». С 25 мая 1920 года на должности моториста в Авиационном Донского войскового атамана генерала Каледина отряде. В эмиграции с 1920 года — в Югославии. Во время 2-й мировой войны — подъесаул Русского охранного корпуса. В годы Второй мировой войны воевал в составе Русского охранного корпуса. Умер 6 сентября 1966 года и похоронен в Бостоне (США). 

## Награды
Анатолий Тимофеевич Захаров был удостоен следующих наград:
- Георгиевское оружие (Приказ по армии и флоту от 4 марта 1917) — «за то, что, будучи в чине хорунжего, 15-го марта 1916 г. при крайне неблагоприятных условиях, благодаря лишь храбрости, настойчивости и мужеству, блестяще выполнил данную ему задачу - глубокой разведки в тыл противника до стан. Ново-Свенцяны. Не доходя м.Свенцяны, один из цилиндров мотора перестал работать, но, несмотря на создавшееся рискованное положение, потому что аппарат летел с меньшею мощностью мотора, все снижаясь, и на огонь зенитных батарей противника у стан.Ново-Свенцяны, сотник Захаров, заметив движение противника по дороге от стан. Ново-Свенцяны на м. Свенцяны, решил продолжать разведку и обнаружил подход в район оз.Нарочъ бригады неприятельской пехоты с артиллерией, что послужило данною к принятию решения старшим начальником»;
- Орден Святой Анны III степени с мечами и бантом;
- Орден Святой Анны IV степени с надписью «За храбрость»;
- Орден Святого Станислава II степени;
- Орден Святого Станислава III степени с мечами и бантом.